# Brunswick (Georgia)
Brunswick è una città degli Stati Uniti d'America, situata nello Stato della Georgia e in particolare nella contea di Glynn, della quale è il capoluogo.